# The Tide And It's Takers
The Tide And Its Takers es el cuarto álbum de estudio de la banda de metalcore de Alaska, 36 Crazyfists. Fue lanzado el 27 de mayo de 2008. La banda filmó un vídeo musical para el álbum con el sencillo "We Gave It Hell" con el director  Soren, quien ha trabajado anteriormente con artistas como Behemoth y Unearth. El video fue lanzado en YouTube  el 6 de mayo de 2008. El álbum alcanzó el número 155 en el Billboard 200 en su primera semana, así como el número cuatro en el Top Heatseekers, número 23 en la tabla de Hard rock, y el número 11 en la tabla de álbumes independientes. 
The Tide and Its Takers marca las mejores ventas alcanzadas nunca por la banda durante su primera semana (4150 copias EE. UU.)[cita requerida] El álbum también alcanzó el número 83 en el UK Albums Chart.[cita requerida]. Este es el último trabajo de la banda con el bajista Mick Whitney.

## Lista de canciones
1. "The All Night Lights" - 03:31
2. "We Gave It Hell" - 03:12
3. "The Back Harlow Road" - 04:10
4. "Clear the Coast. feat. Adam Jackson Twelve Tribes" - 03:22
5. "Waiting on a War" - 04:07
6. "Only a Year or So..." - 03:39
7. "Absent Are the Saints" - 03:50
8. "Vast and Vague. feat. Candace Kucsulain of Walls Of Jericho"  - 4:14
9. "When Distance is the Closest Reminder" - 03:45
10. "Northern November" - 05:00
11. "The Tide and Its Takers" - 04:02

- Datos: Q1452745